# Black Eagle (filme)
Black Eagle (br: Contato Mortal / pt: Águia Negra) é um filme estadunidense de 1988, do gênero ação, dirigido por Eric Karson.

## Sinopse
Uma das armas táticas mais modernas e poderosas, um avião F-100 da Força Aérea Americana com um novo sistema direcional a laser, cai no mar perto de Malta, uma região onde as forças soviéticas estão muito presentes. Imediatamente a CIA envia seu melhor agente secreto para recuperar o sistema antes que ele caia nas mãos dos russos. Para garantir sua lealdade, eles levam seus dois jovens filhos para um hotel perto da ilha. Mas, o agente não está sozinho, Andrei(Van Damme) seu pior inimigo e o agente da temida KGB, está com ele nessa perigosa missão.

## Elenco
- Shô Kosugi .... Ken Tani
- Jean-Claude Van Damme .... Andrei
- Doran Clark .... Patricia Parker
- Bruce French .... padre Joseph Bedelia
- Vladimir Skomarovsky .... Vladimir Klimenko
- William Bassett .... Dean Rickert
- Kane Kosugi .... Brian Tani
- Shane Kosugi .... Denny Tani
- Dorota Puzio .... Natasha
- Jan Triska .... capitão Valery
- Gene Davis .... Steve Henderson
- Alfred Mallia .... Peter
- Joe Quattromani .... Lino